# Zbrodnia w Trzeciakach
Zbrodnia w Trzeciakach – mord i rabunek dokonany 17 września 1939 roku w osadzie Trzeciaki, w gminie Wielkie Ejsymonty powiatu grodzieńskiego województwa białostockiego II Rzeczypospolitej. Ofiarami było małżeństwo Mierzejewskich; sprawcami – uzbrojona bojówka komunistyczna złożona z mieszkańców sąsiedzkiej wsi Kordziki. Do zbrodni doszło w warunkach anarchii i bezprawia, jakie miały miejsce na ziemiach północno-wschodnich II Rzeczypospolitej w pierwszych dniach po napaści ZSRR na Polskę we wrześniu 1939 roku.

## Tło historyczne
Według tezy Alfonsa Krysińskiego i Wiktora Ormickiego, terytorium gminy Wielkie Ejsymonty wchodziło w skład tzw. zwartego obszaru białorusko-polskiego, to znaczy prawosławna ludność białoruska przeważała na terenach wiejskich, zaś w większych miejscowościach dominowali Polacy. Według spisu powszechnego z 1921 roku, gminę zamieszkiwało 4246 osób, w tym 2395 (56%) Polaków, 1833 (43%) Białorusinów i 15 Żydów, 2 Litwinów i 1 Niemiec. W latach międzywojennych na terenie gminy prowadzone było intensywne osadnictwo polskie, w trakcie którego powstało kilka osiedli osadników wojskowych. Ich obecność miała wzmocnić powiązanie tych ziem z Polską, faktycznie jednak doprowadziła do pogłębienia napięć na tle narodowościowym.
W wyniku napaści ZSRR na Polskę we wrześniu 1939 r. na terenie powiatu grodzieńskiego zaktywizowały się zbrojne grupy skomunizowanych chłopów i kryminalistów, zazwyczaj narodowości białoruskiej lub żydowskiej, działające z inspiracji ZSRR. Dokonywały one mordów i grabieży na zamożniejszych mieszkańcach, urzędnikach, policjantach i żołnierzach Wojska Polskiego, zazwyczaj narodowości polskiej.

## Przebieg wydarzeń
W osadzie powstałej w wyniku rozparcelowania jednego z folwarków mieszkało wówczas też starsze małżeństwo Mierzejewskich wraz ze szwagierką – ludzie niezaangażowani w politykę i w okolicy mało znani. Posiadali natomiast dość zamożnie wyposażone mieszkanie (według innej wersji byli właścicielami majątku w gminie Brzostowica Mała). 17 września pojawiła się u nich uzbrojona grupa komunistów z sąsiedniej wsi Kordziki, z wyraźnym zamiarem rabunku. Halina Trusiewicz pobiegła wówczas do wsi Trzeciaki po pomoc. We wsi zdążył się już uformować prosowiecki komitet rewolucyjny, który Trusiewicz poinformowała o niebezpieczeństwie i poprosiła o interwencję. Otrzymała takie zapewnienie, jednak komuniści z Trzeciaków zwlekali z nią tak długo, że gdy przybyli na miejsce, Mierzejewscy już nie żyli, a ich zabójcy zabierali ze sobą wyposażenie domu jako łupy.
Po pewnym czasie miała miejsce sprzeczka między kilkoma mieszkańcami wsi Trzeciaki i Małe Żukiewicze oraz komunistami z Kordzik o sposób podziału dobytku Mierzejewskich. Wydało się wówczas, że komitet rewolucyjny w Trzeciakach był od początku w zmowie z mordercami, z którymi planował podzielić się łupami, i celowo nie udzielił Mierzejewskim pomocy.